# Oogst

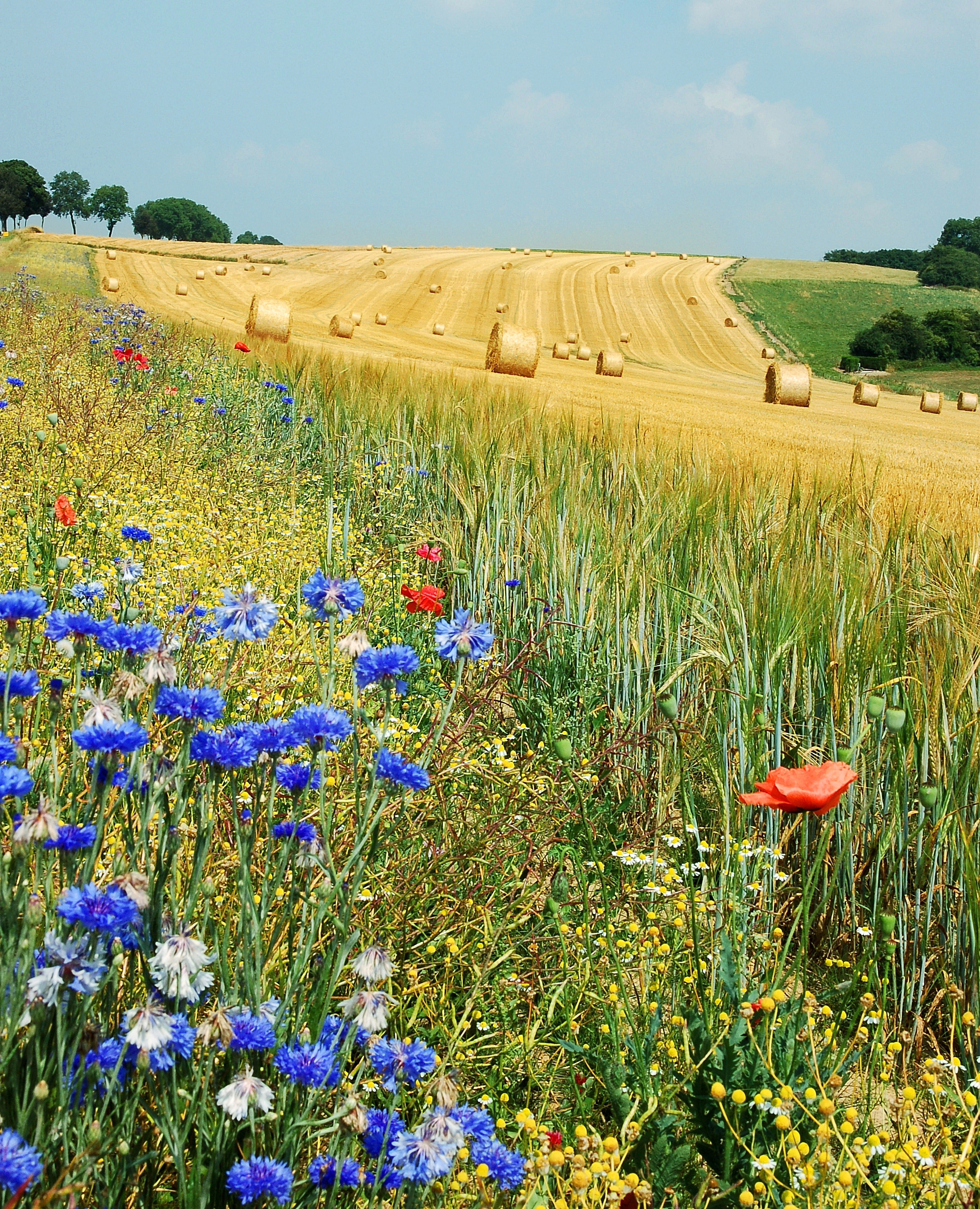
Strobalen na de oogst van het graan

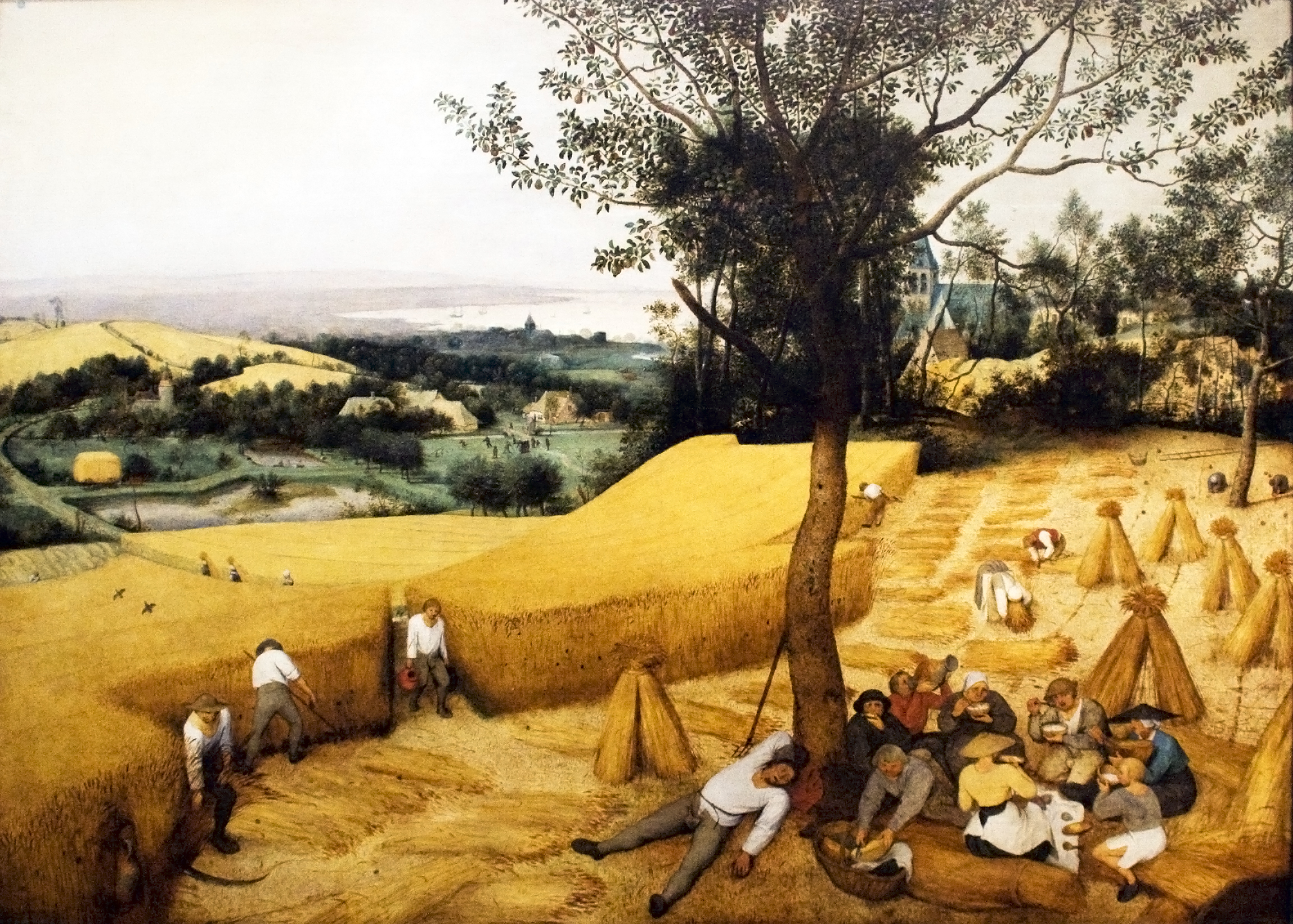
Oogsten in kunst (Pieter Bruegel de Oude)

De oogst is het binnenhalen van land- en tuinbouwproducten. Ook het binnengehaalde product zelf wordt "de oogst" genoemd.

## Etymologie
Het woord is een verbastering van het woord augustus, omdat in die maand traditioneel het graan wordt geoogst. De maand augustus werd ook wel 'oogstmaand' of 'oogst' genoemd. Juli was in het verleden altijd de maand waarin het grasland werd gehooid, en staat daarom ook bekend als "de hooimaand".

## Oogstfeesten
Wereldwijd zijn of waren er oogstfeesten bij (afronding van) de oogst. In Nederland is er in de boerendorpen vrijwel niets meer over van deze traditie. In België is het oogstfeest De Pikkeling immaterieel erfgoed. Bij de oogstfeesten hoorde het zingen van oogstliederen.

## Misoogsten
Van een misoogst is sprake wanneer de opbrengsten (ver) beneden de verwachtingen liggen. Bij een misoogst is sprake van de beschadiging, misvorming of vernietiging van de gewassen, of van een zodanige aantasting van de eetbare plantendelen, hetzij vruchten, zaden of bladeren, dat die niet meer voor verbruik in aanmerking komen. 
Misoogsten worden veroorzaakt door overvloedige regen, hagel, droogte, overstroming, nachtvorst, lage of hoge temperaturen, of plantenziekten door de monocultuur van voor plantenziekte vatbare rassen. Voorbeelden van plantenziektes zijn de Panamaziekte bij de banaan, en Southern corn leaf blight bij maïs, veroorzaakt door de schimmel Cochliobolus heterostrophus.
De Ierse hongersnood in de 19e eeuw was een gevolg van de aardappelziekte, waardoor de aardappeloogst volledig mislukte. In de geschiedenis leidden catastrofale misoogsten en hongersnood meermaals tot massamigratie.
Sinds de 20e eeuw domineert in de landbouw een monocultuur van industriële gewassen, met geringe gewasdiversiteit en een sterke afhankelijkheid van kunstmest en pesticiden. Door een juiste vruchtwisseling hoeft een monocultuur geen problemen te geven. Voor het voeden van de gestaag groeiende wereldbevolking lijken de inzet van kunstmest en gewasbeschermingsmiddelen noodzakelijk.
De uitvinding van het Haber-Boschproces voor de industriële productie van ammoniak voor kunstmest uit de elementaire gassen stikstof en waterstof werd in 1910 gepatenteerd. De vooruitgang in de bodemkunde en de mechanisatie van de grondbewerking (tractoren uit de jaren 1920/30) droegen in belangrijke mate bij aan het voorkomen van misoogsten als gevolg van uitgeputte of overbelaste bodems.